# Haima Fstar
Haima Fstar (Fushida; кит. 福仕达) — серия микровэнов вместимостью от 5 до 8 мест, выпускающихся в Чжэнчжоу компанией Haima с 2010 года.

## Описание
Микровэн Haima Fstar был разработан на шасси, состоящем из двух продольных и семи поперечных балок. В движение автомобиль приводится 1,2-литровым 16-клапанным бензиновым двигателем с клапанным механизмом DOHC мощностью 91 л. с. и крутящим моментом 112 Н⋅м.

### F-Star Hongda
Haima F-star Hongda или Fushida Hongda (福仕达 鸿达) дебютировал в 2009 году в роли первого микровэна компании Haima. В 2012 году автомобиль прошёл рестайлинг (изменения коснулись радиаторной решётки и задней части) и стал называться Fushida II или Xinhongda (新鸿达, New Hongda).

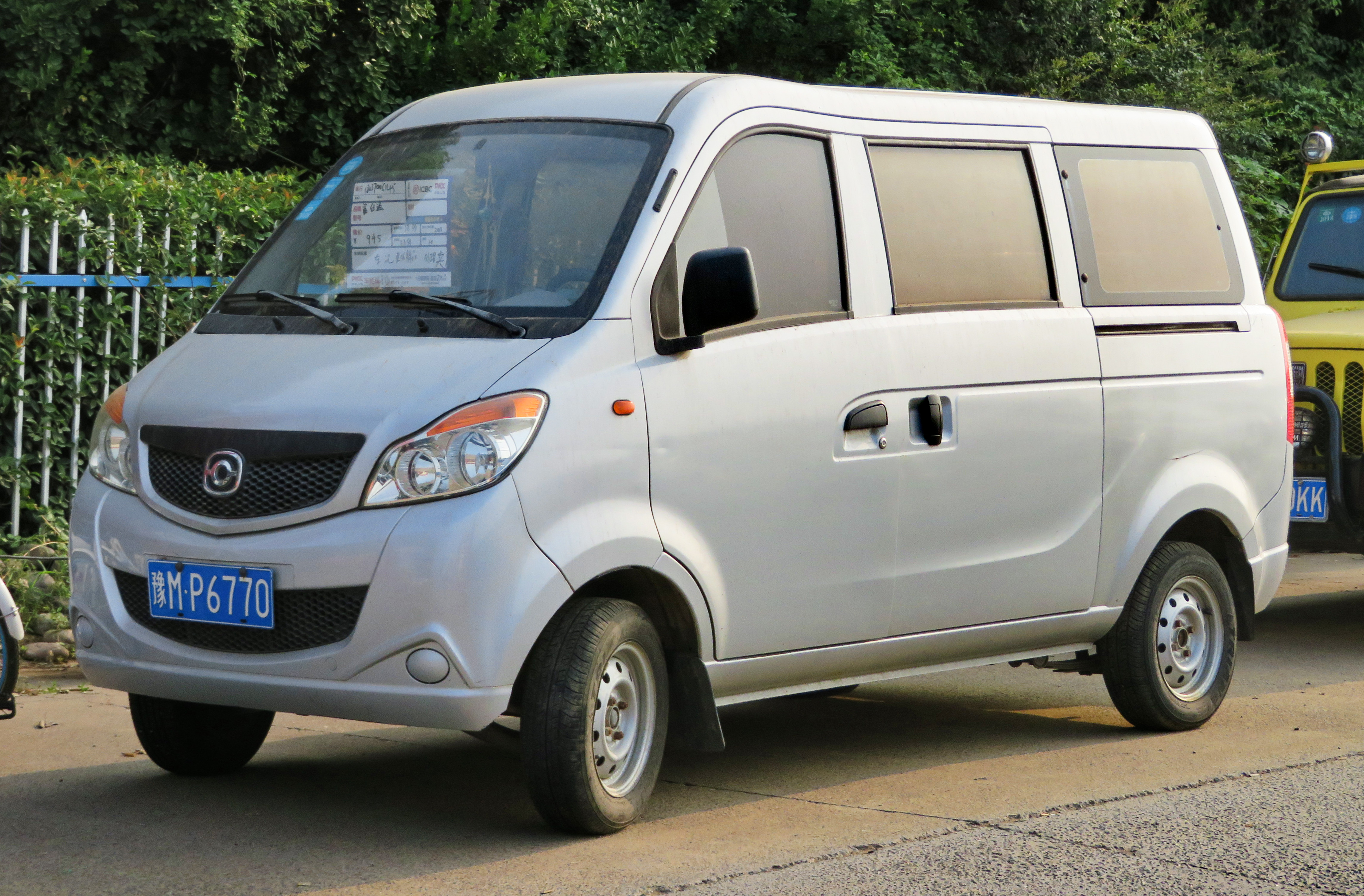
2010 Haima Fushida Hongda
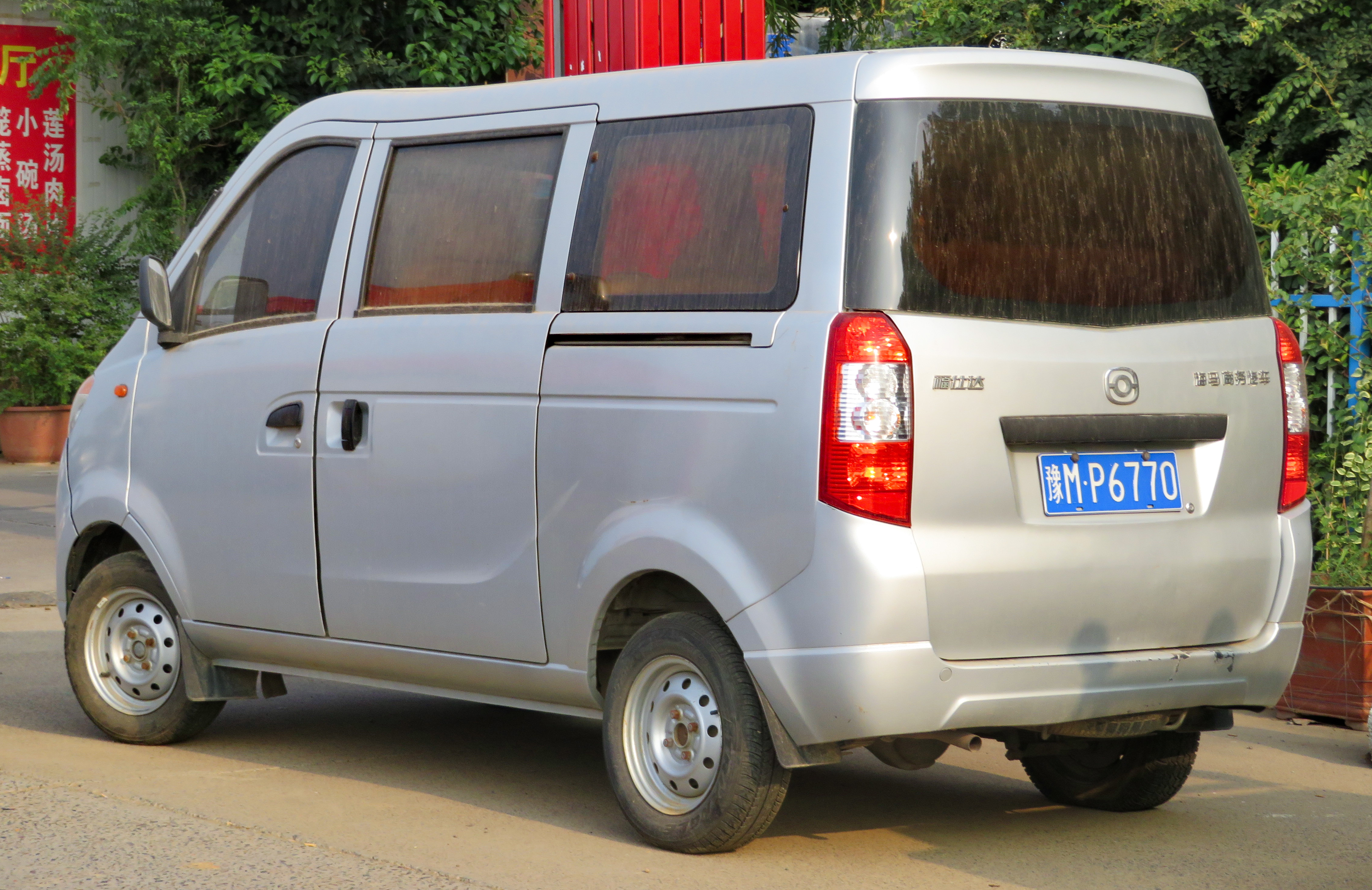
2010 Haima Fushida Hongda
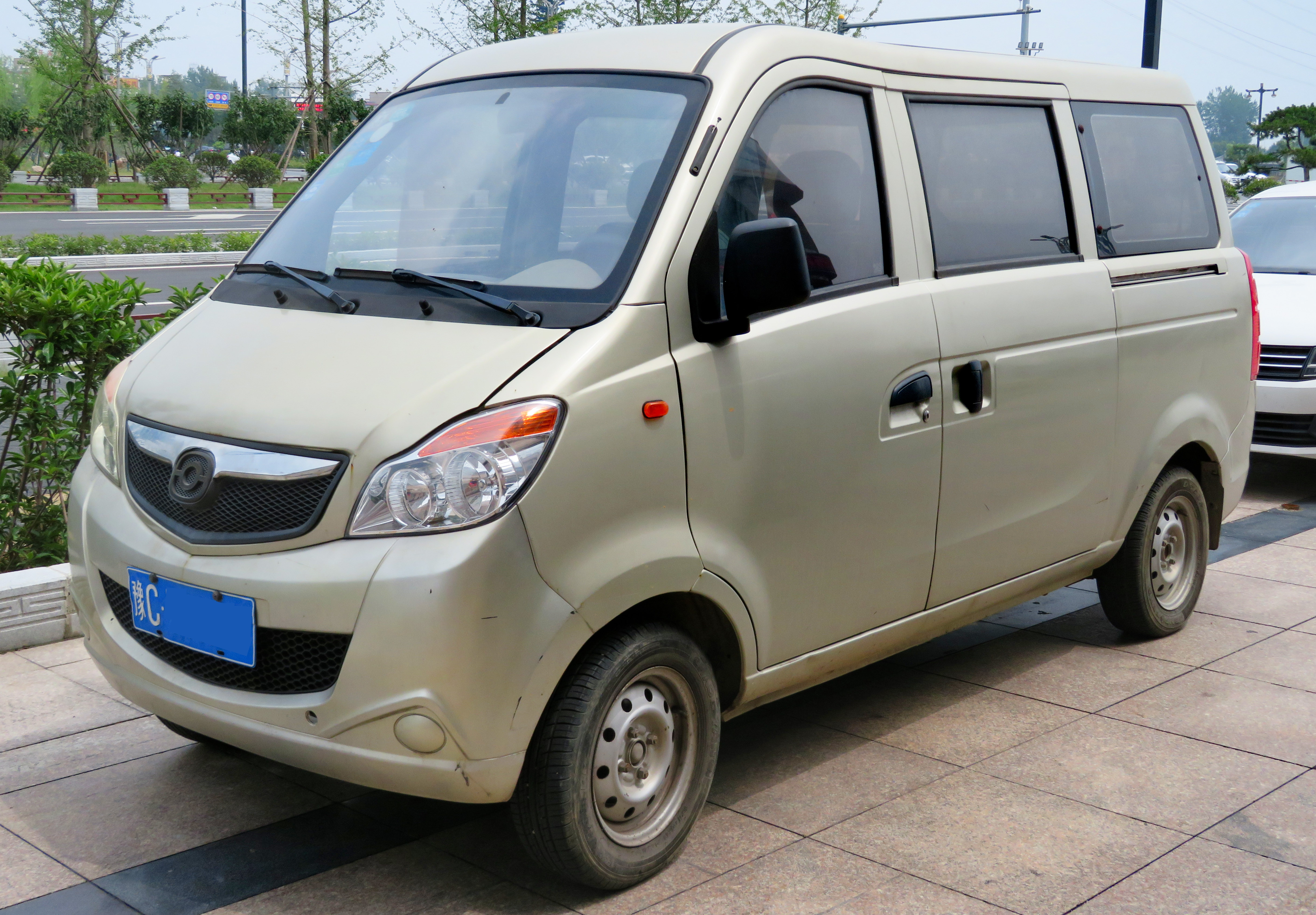
2014 Haima Fushida II
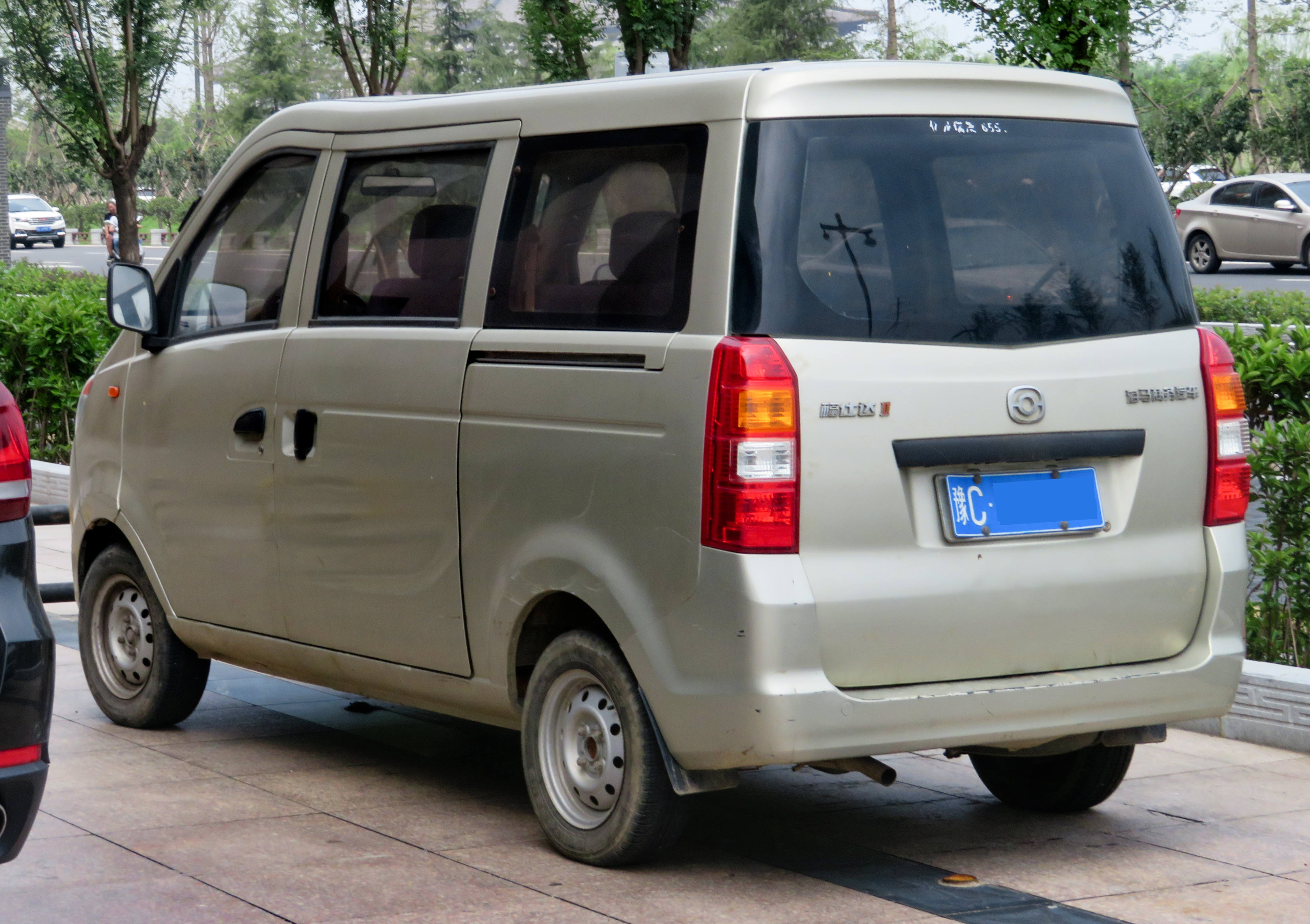
2014 Haima Fushida II

### F-Star Tengda
Haima F-star Tengda (福仕达 腾达) был представлен в 2010 году. Его длина составляет 4100 мм, а объём грузового отсека — 5100 л. Модель Fushida Tengda оснащена 1,0-литровым двигателем мощностью 61 л. с., либо же 1,3-литровым двигателем мощностью 83 л. с., причём оба двигателя сочетаются в паре с пятиступенчатой механической трансмиссией. Дизайн Tengda аналогичен дизайну Hongda.

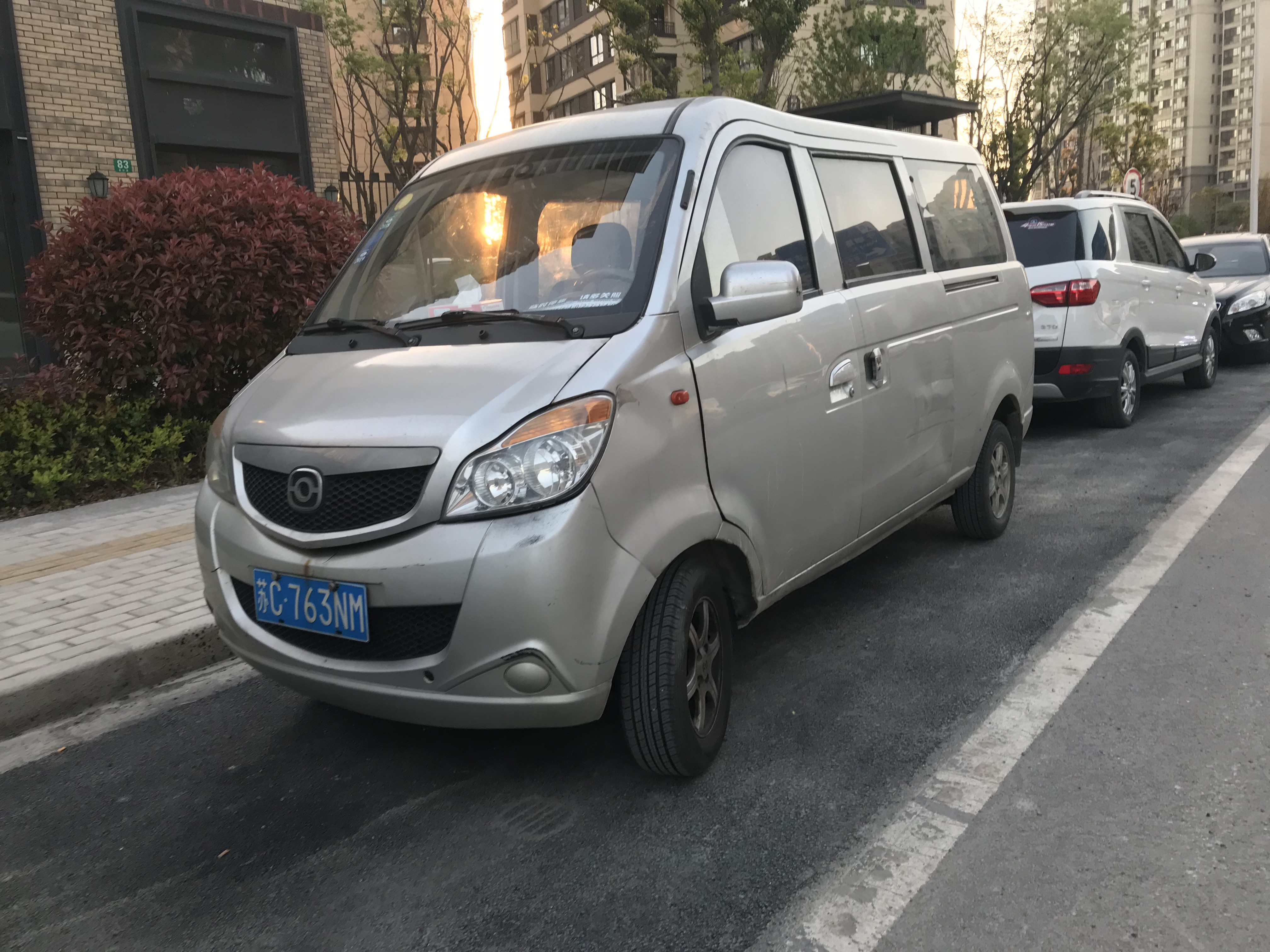
Вид спереди
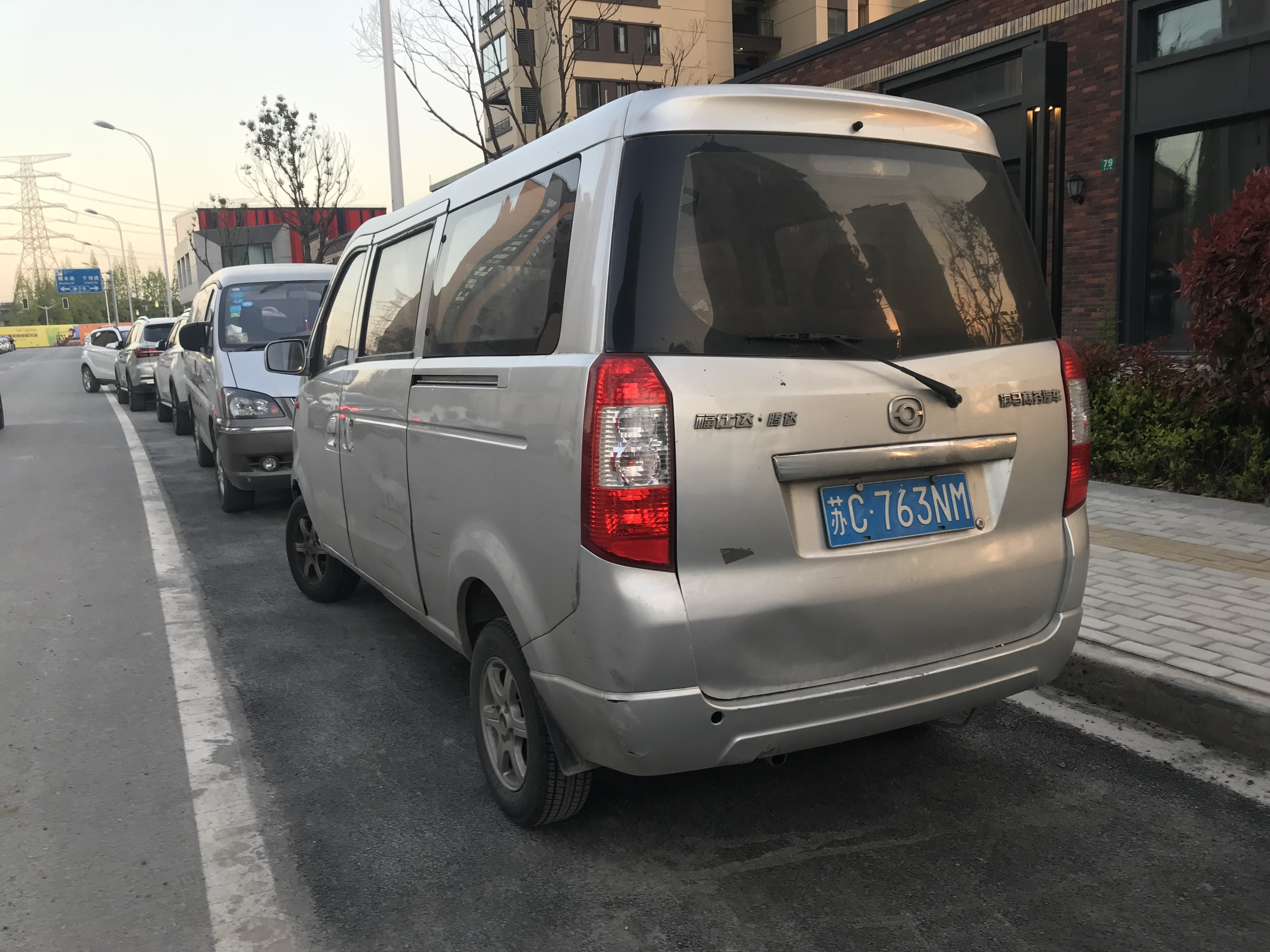
Вид сзади

### F-Star Rongda
Fushida Rongda (仕达 荣达仕达 荣达) начал выпускаться в 2012 году. Он продаётся вместе с другими существующими моделями. Rongda отличается полностью переработанным дизайном передней и задней частей Fushida II (Xin Hongda). Изменения также коснулись задней двери. По размерам Rongda на 98 мм длиннее и на 100 мм шире Tengda. Автомобиль оснащён 1,2-литровым двигателем Haima M-12R мощностью 92 л. с. и крутящим моментом 117 Н⋅м. Расход топлива 7 л на 100 км.

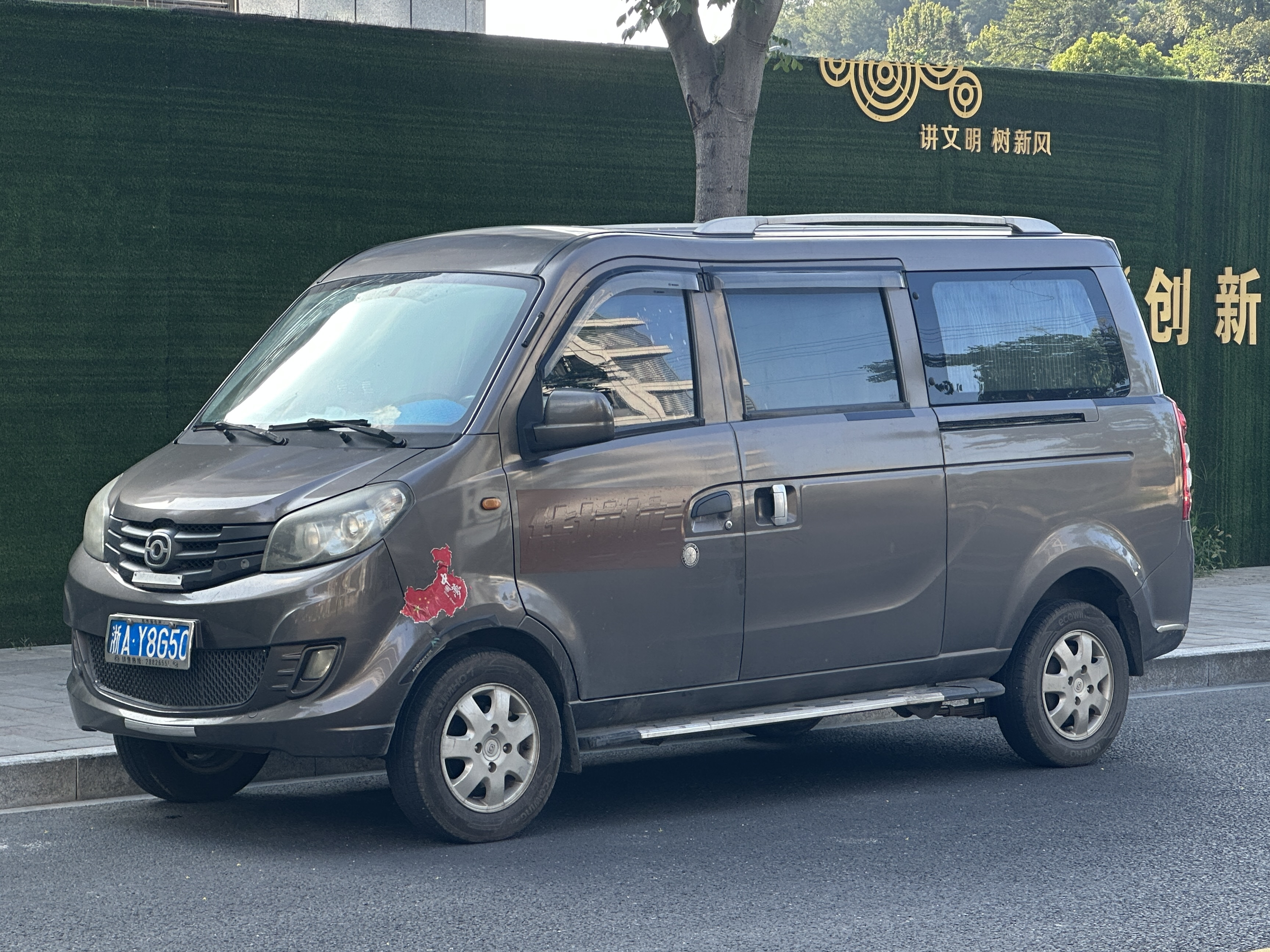
Вид спереди
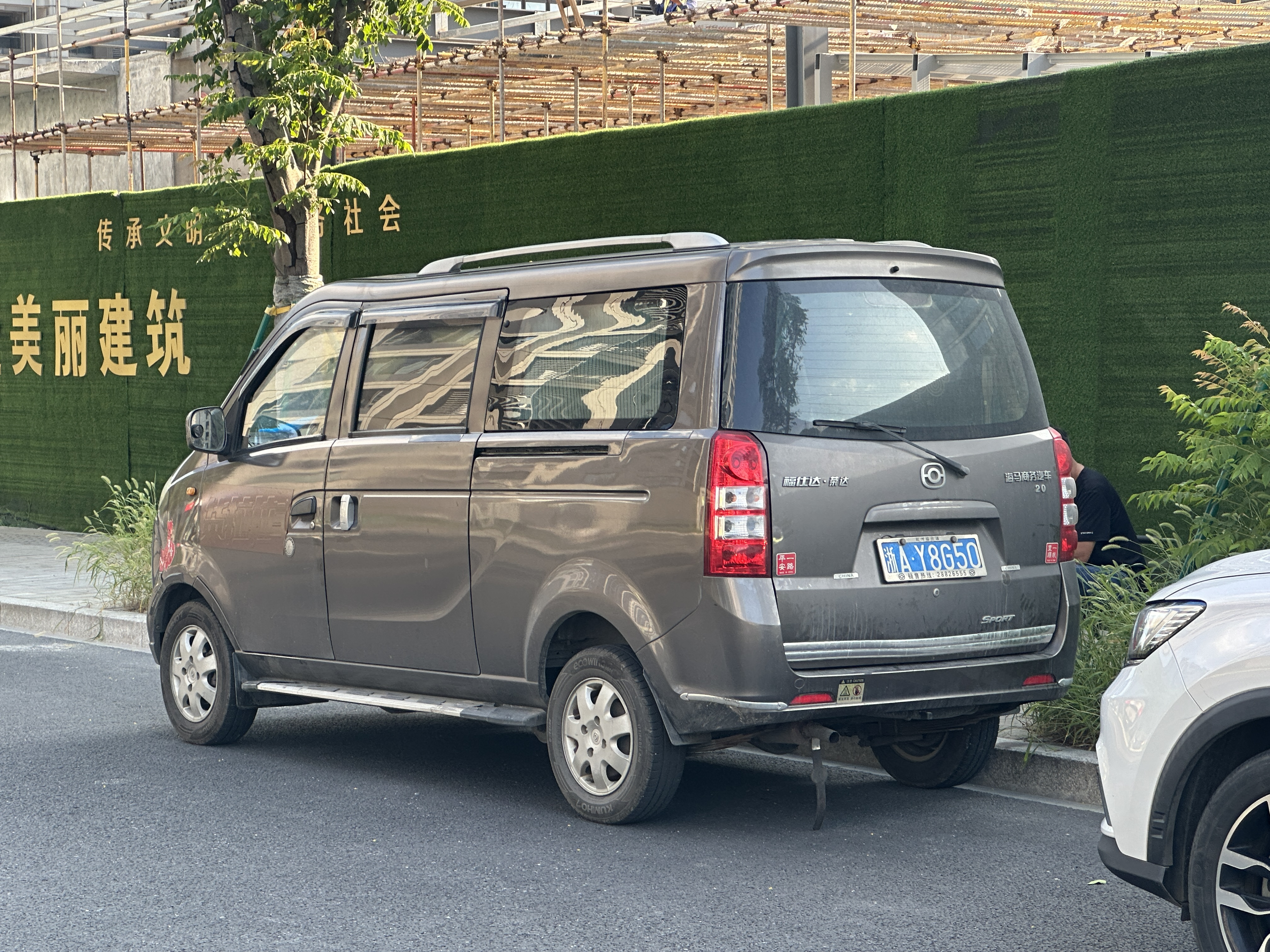
Вид сзади